# Siegel

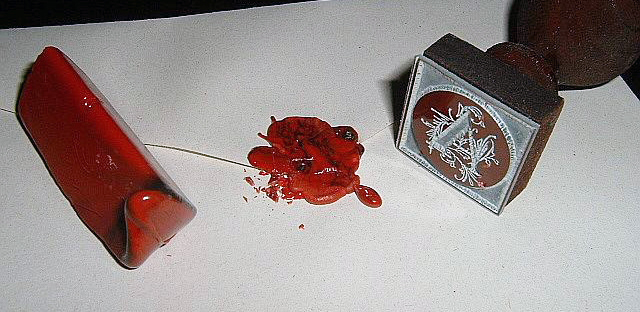
Siegellack, Siegel, Siegelstempel

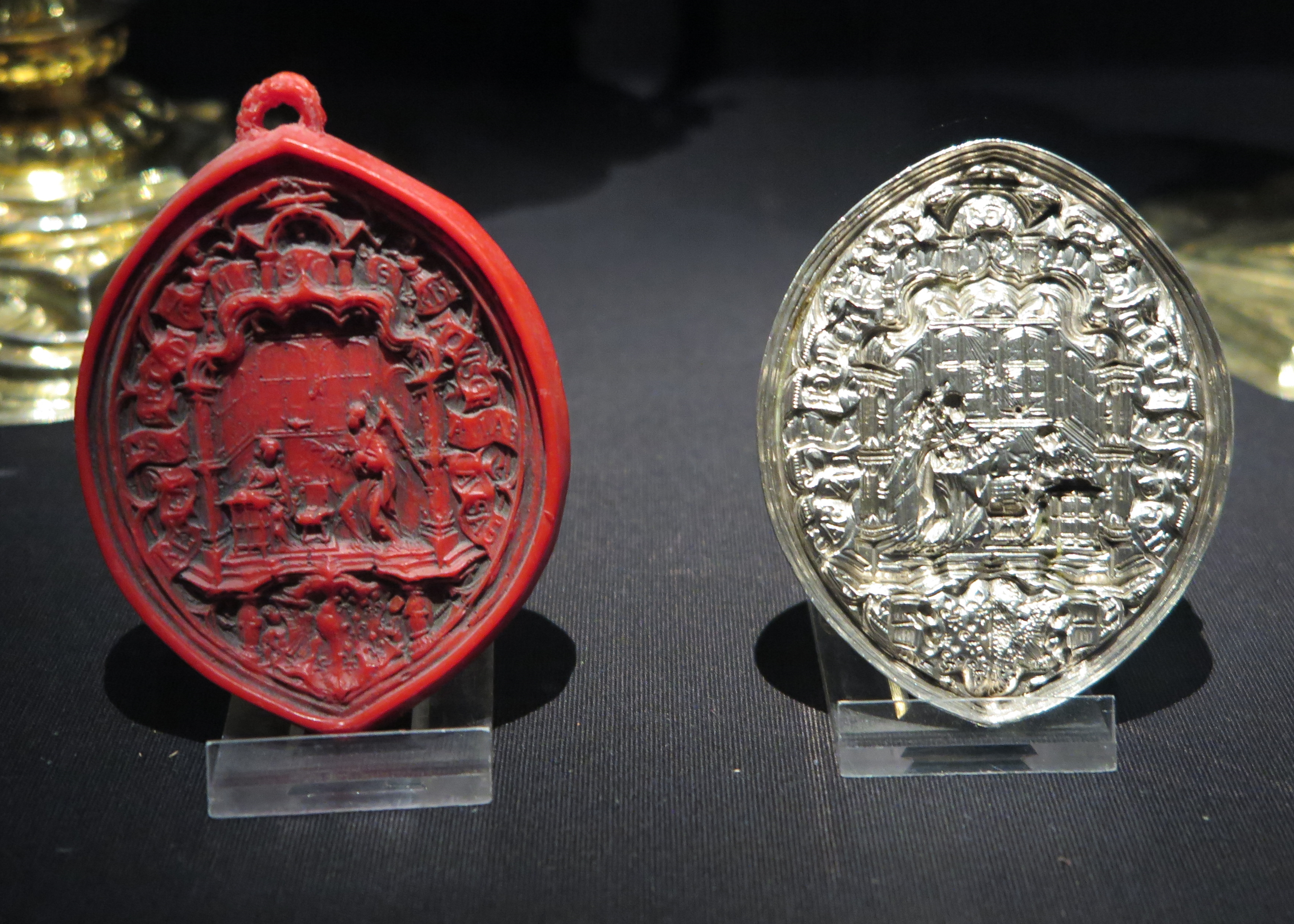
Siegel und Siegelstempel des Aachener Marienstifts in Form einer Mandorla, Hans von Reutlingen, 1528

Das Siegel (von lateinisch sigillum ‚Bildchen‘) ist ein Insigne und damit eine Form der Beglaubigung von Urkunden. Ähnlich wie eine Unterschrift verleiht es dem Dokument seine Rechtskraft. Als Verschluss kann es auch dazu dienen, die Unversehrtheit von Behältnissen, auch Briefumschlägen, zu sichern. Erzeugt wird das Siegel mit einem Siegelstempel (Typars), der in eine weiche, erhärtende Masse gedrückt wird (Siegelklumpen aus Siegellack, Siegelwachs, früher Ton etc.). Oft wird zwischen Siegel als Abdruck und Siegelstempel als Prägewerkzeug begrifflich nicht unterschieden. Mit der [rechtlichen] Funktion und Bedeutung von Siegeln befasst sich die Siegelkunde (Sphragistik).

## Etymologie
Das Wort Siegel stammt von mittelhochdeutsch sigel ab. Dieses ist entlehnt aus lateinisch sigillum ‚Siegelabdruck‘, einem Diminutiv von signum ‚Zeichen, Kennzeichen, Bild im Petschaft‘.

## Geschichte

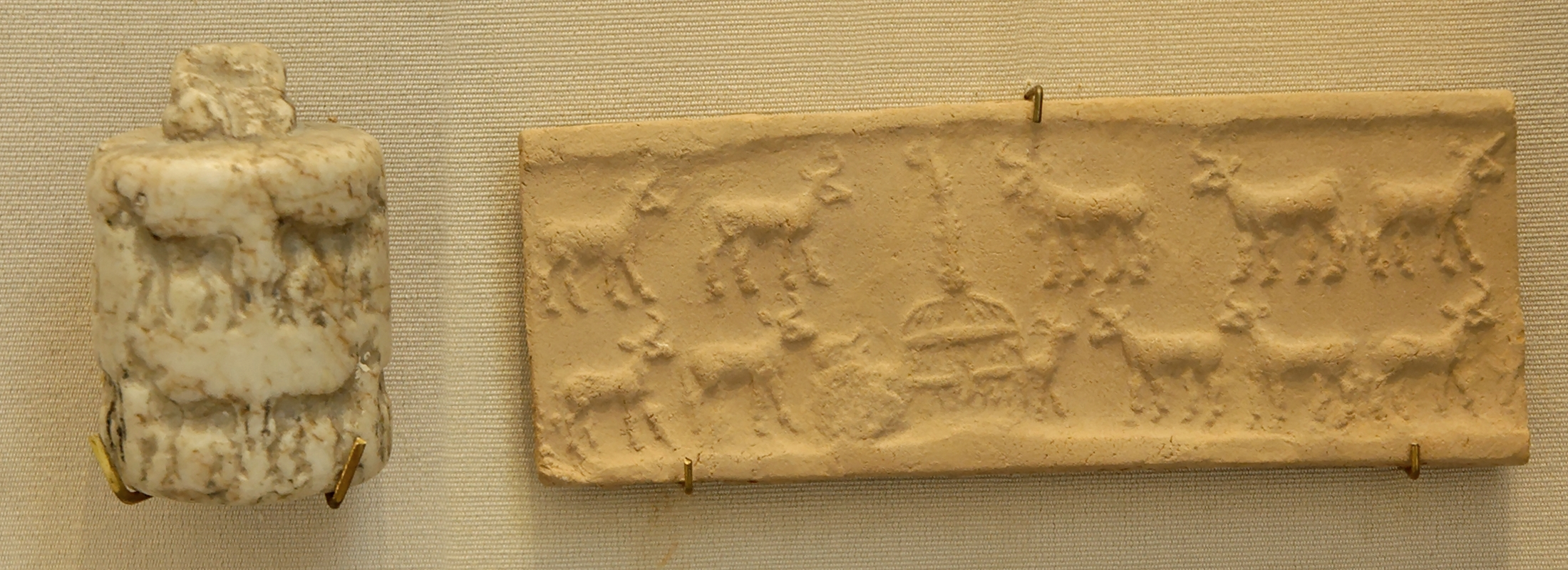
Sumerisches Rollsiegel und Abrollung

Die frühesten Stempelsiegel sind im Vorderen Orient nicht vor der Tell-Halaf-Zeit nachzuweisen. Rollsiegel sind erstmals in Sumer zwischen 3200 und 3100 v. Chr. in der Uruk-IV-Schicht belegt. Dies sind kleine Steinzylinder (Siegelsteine) aus Onyx, Lapislazuli, Achat oder anderen Stoffen, in die Figuren und Inschriften eingraviert (Siegelgravur) wurden. Die Größe schwankt zwischen 0,15 und 10 Zentimetern. Durch das Abrollen des Zylinders in eine weiche Masse (zum Beispiel Ton) entsteht der charakteristische Siegelabdruck. Etwa zeitgleich tauchten zwischen 1600 v. Chr. und 1500 v. Chr. im Alten Ägypten, in Ugarit sowie bei den Hethitern die Siegelringe auf, wobei der Siegelring in Mesopotamien nicht in Gebrauch war. Die asiatischen Siegel sind in Hartholz, Knochen, Elfenbein, Marmor, Speckstein oder Jade geschnitten.
Ton-Siegelabdrücke sind bei den Sumerern, Assyrern und Babyloniern (Rollsiegel), später bei Griechen und Römern zu finden, welche die Herrscher des Frühmittelalters übernahmen. Im Gegensatz zu den zylindrischen Rollsiegeln der Babylonier verwendeten Kreter und Hethiter das Petschaft mit Rundsiegel.
Noch mehr als im Orient (und später Europa), wo das Siegel immer den Charakter einer Beglaubigung behalten hat, ist in Ostasien das Siegel der eindeutige Identitätsnachweis, dort vertritt das Siegel bis heute die Rolle der eigenhändigen Signatur respektive der Unterschrift im westlichen Kulturraum. Die Bedeutung des Siegel ist so hoch, dass sich eine eigene altertümliche Schrift dafür erhalten hat, die Siegelschrift (Zhuanshu).

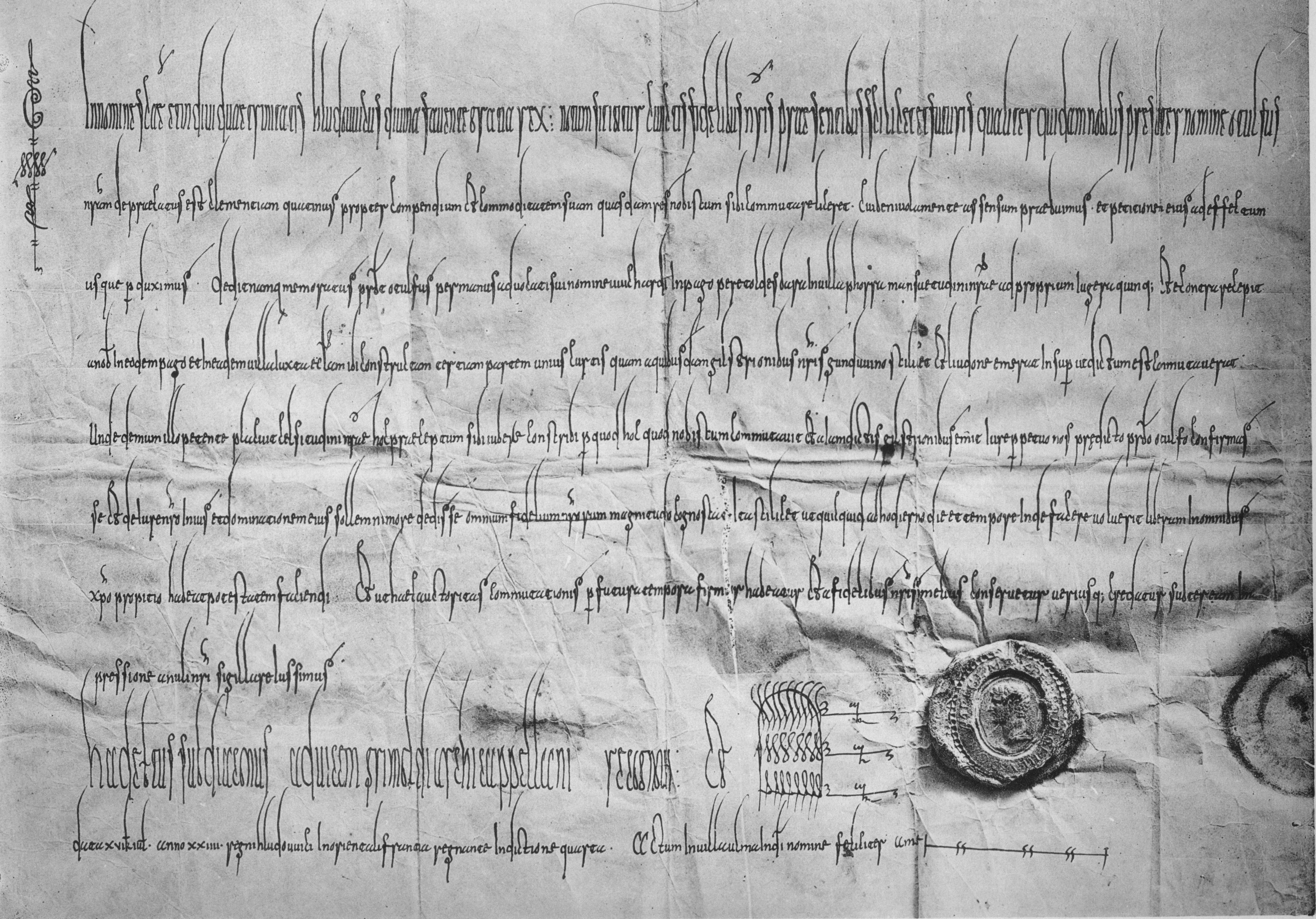
Eine Urkunde Ludwigs des Deutschen von 856 für die Abtei St. Gallen. St. Gallen, Stiftsarchiv, Urkunden FF.1.H.106

Siegel, seit der Antike oft Symbole königlicher oder adeliger Macht, führten zunächst Einzelpersönlichkeiten, dann Körperschaften. Kaisersiegel gab es in China ab dem ersten vorchristlichen Jahrtausend. In Byzanz gab es sie seit dem 6. Jahrhundert, Papstsiegel seit dem 9. Jahrhundert. Im frühen Mittelalter siegelten in Europa nur weltliche Herrscher und Päpste, im hohen Mittelalter Kaiser, Könige, Angehörige des Adels sowie die Hohe Geistlichkeit. In erzählenden Quellen finden sich kaum Hinweise auf die Besiegelung von Herrscherurkunden. Nur der Chronist Ratpert aus dem Kloster St. Gallen berichtet von einer Besiegelung mit Ring durch König Ludwig den Deutschen. Anderen Bevölkerungsgruppen stand für die Beglaubigung einer Rechtshandlung nur die Möglichkeit offen, genügend Zeugen bei der Beurkundung zu versammeln.
Etwa seit dem 13. Jahrhundert machten auch Bürger von Siegeln Gebrauch. Siegel geistlicher Korporationen sind schon seit dem 11. Jahrhundert, Städtesiegel seit dem Anfang des 12. Jahrhunderts (Trier 1113, Köln 1149) zu finden.
Metallsiegel, die Bullen, waren aus Gold, Blei oder (seltener) aus Silber. Sie wurden hauptsächlich von den Päpsten, den Kaisern und Königen des Heiligen Römischen Reiches (siehe Goldene Bulle Karls IV.), den byzantinischen Kaisern sowie weiteren Herrschern für Dokumente besonderer politischer und verfassungsrechtlicher Bedeutung verwendet. Bleibullen waren zumeist massiv, Goldbullen hingegen fast nie. Es handelte sich vielmehr um zusammengefügte Goldplättchen, welche mit verschiedenen Materialien (Wachs, Sägemehl u. a.) gefüllt waren. Massive Goldbullen sind lediglich aus dem byzantinischen Raum und dem normannischen Königreich Sizilien bekannt.
Wachssiegel trugen im Mittelalter die meisten Urkunden und Rechtsgeschäfte aller Art. Dabei wird das Siegelwachs durch einen Kreuzschnitt im Pergament gedrückt und der Stempel vom Ring oder einer antiken Gemme hineingedrückt. Wurde die Urkunde nicht gerollt, sondern gefaltet, so wurde die Schutzfunktion des Siegels durch mehrere Lagen von Pergament deutlich verbessert.
Seit dem 16. Jahrhundert wurde auch Siegellack verwendet, der hitzebeständiger und härter als Wachs ist. Bereits seit dem 11. Jahrhundert wurden bildliche Darstellungen (z. B. Wappen) in Siegeln verwendet. Später verwendete man auch anstelle des Wachses eine Siegeloblate, welche zwischen zwei Papierschichten unter hohem Druck mit Hilfe von Hitze (wie beim Gaufrieren) zu einem Relief, dem Abdruck, verformt wurde (Papiersiegel).
Der Siegelmissbrauch wurde durch die Aufbewahrung bei eigens für diesen Zweck eingesetzten hohen Beamten verhindert, den Siegelbewahrern. Aus dieser Aufgabe wurde später ein Amt und ein Titel (siehe Lordsiegelbewahrer in England).
Siegelkapseln sind meist aus Holz oder Metall gefertigte Schutzhüllen für Siegel. Insbesondere in der römischen Zeit wurden sie verwendet, um die Siegel an Dokumenten wie etwa an Wachstafeln zu schützen.
Siegeltöpfe sind Näpfchen (meist aus Metall), die an einem Behältnis (z. B. einem Tresor) angebracht sind, um Siegelschnüre und Siegel (meist Abdrücke in Plastilin) aufzunehmen. Sie dienen der Identifikation von Personen, die das Behältnis geöffnet und wieder verschlossen haben

## Formen von Siegeln

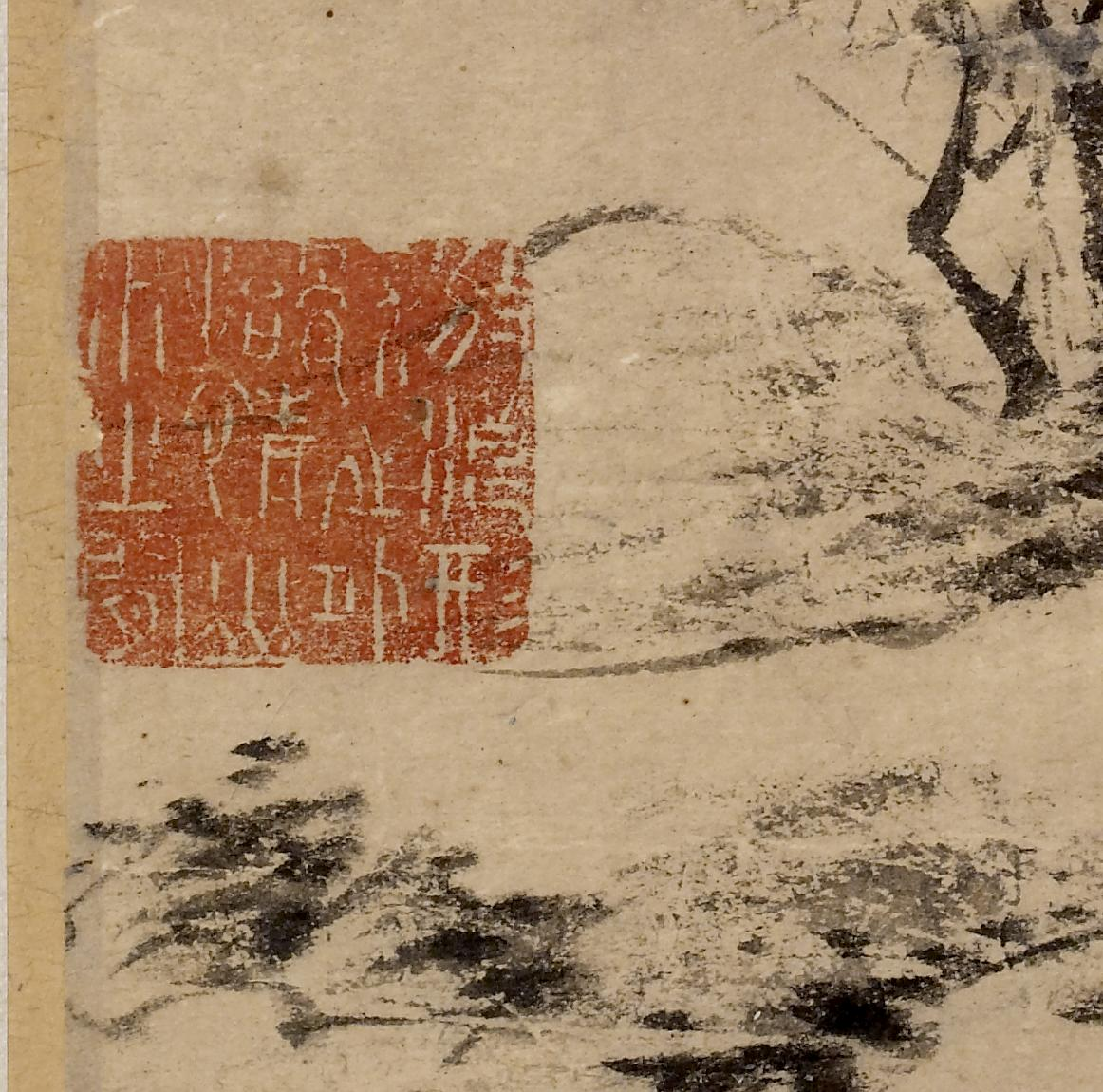
Signatur einer Malerin, chinesisch

Mit einem Griff versehen, wird ein Siegelstempel auch Petschaft genannt; älter sind Siegelringe und Compartimentsiegel (Metallsiegel mit Griff). Das Siegel selbst kann auf die Urkunde gedrückt oder durch einen Schnitt im Pergament durchgedrückt sein. Angehängte Siegel sind an Schnüren aus Hanf, Seide, anderen Stoffen oder Pergamentstreifen befestigt. Diese Pergamentstreifen, Pressel genannt, wurden, wie auch die Schnüre, häufig durch einen Pergamentumbug, der Plica, gezogen, um den Halt im Pergament zu erhöhen und ein Ausreißen zu verhindern.
Die in Europa häufigste Form ist das Rundsiegel, während beispielsweise die chinesischen Yinjian rechteckig sind; die japanischen Hanko sind ebenfalls rund.
Andere Ausführungsformen mit Siegelfunktion sind Aufkleber wie das Pfandsiegel (umgangssprachlich auch Kuckuck genannt), die an Kfz-Kennzeichenschildern angebrachte Zulassungsplakette, Plomben an Verschlüssen und Geräten, Sicherungsstempel an Messgeräten, Siegelmarken und Siegelbänder.
Notare verwenden zum Verbinden von mehrseitigen Urkunden eine Siegelschnur, deren Enden mit einem Prägesiegel aus Papier und einer Oblate gesichert sind.

## Spezielle Siegel und weitere Fachbegriffe
- Rollsiegel – erstmals in Sumer verwendet
- Siegelring – im Fingerring untergebrachter Siegelstempel
- Reitersiegel – stellt den Siegelführer oder die Siegelführerin (Damenreitersiegel) zu Pferd dar, männliche Siegelführer i. d. R. geharnischt und in Waffen
- Gemmensiegel – Siegel mit dem charakteristischen Abdruck einer Gemme (häufig in Verbindung mit einem Siegelring), die entweder antiken oder zeitgenössischen Ursprungs sein kann; so verwendeten z. B. die frühen karolingischen Könige antike Gemmen zur Besiegelung ihrer Urkunden.
- Gerichtssiegel[7]
- Großes Siegel – das Hauptsiegel einer Körperschaft, das für die Besiegelung wichtigster Urkunden verwendet wurde
- Kleines Siegel – zur Beurkundung kleiner, alltäglicher Rechtsgeschäfte; aus dem Sekretsiegel hervorgegangen, siehe auch Rücksiegel
- Dienstsiegel – Amtliche Siegel zur rechtsverbindlichen Kennzeichnung von Dokumenten oder zum Verschluss von Behältnissen oder Räumlichkeiten
- Sekretsiegel, auch Geheimsiegel, wurde im Mittelalter als zweites Siegel zur Kontrolle und als nochmalige Echtheitsbestätigung auf die Rückseite des Hauptsiegels oder auch „Großen Siegels“ geprägt. Ursprünglich waren nur mit einem Sekretsiegel versehene Urkunden nicht rechtswirksam. Im Spätmittelalter fanden die Sekretsiegel dann akzeptierte Verwendung bei Beurkundungen alltäglicher Amtsgeschäfte und gingen somit im „Kleinen Siegel“ auf.
- Rücksiegel, auch Gegensiegel (lateinisch Contrasigillum) – wurde als Kleines Siegel (siehe Sekretsiegel) auf die Rückseite des Großen Siegels (Hauptsiegel) geprägt, nicht zu verwechseln mit den ebenfalls beidseitig gestempelten Bullen (Siegel aus Metall)
- Doppelsiegel – Bezeichnung für Siegel, die an ihrer Vorder- und Rückseite Siegel tragen (Einheit aus Großem und Kleinem Siegel bzw. zwei gleich großen Siegeln, siehe Münzsiegel)[8]
- Münzsiegel – Bezeichnung für Doppelsiegel bei gleich großen Abdrücken auf Vorder- und Rückseite
- Wappensiegel – häufig schildförmiges Siegel mit dem Wappenbild des Siegelführers, stellenweise als Kleines Siegel oder Rücksiegel verwendet
- Rombildsiegel – Siegel mit einer bildlichen Darstellung der Stadt Rom, in der Regel Teil der Bullen von Königen und Kaisern des mittelalterlichen deutschen Reiches
- Gemeinschaftssiegel – gemeinsames Siegel einer rechtlich verbundenen Körperschaft oder auch mehrerer Angehöriger eines Herrschaftshauses
- Rundsiegel in Österreich (entspricht dem Rundstempel in Deutschland) – Behörden[9], Ziviltechniker, Architekten und gerichtliche Sachverständige dürfen ein Rundsiegel führen und damit Dokumente, Pläne, Gutachten etc. siegeln.[10][11]
- Signet – privates Siegel, meist als Ring ausgeführt
- Konventssiegel - vom Konvent einer geistlichen Korporation genutzt
- Eklektensiegel - von manchen Geistlichen zwischen dem Zeitpunkt der Wahl und der Konsekration genutzt

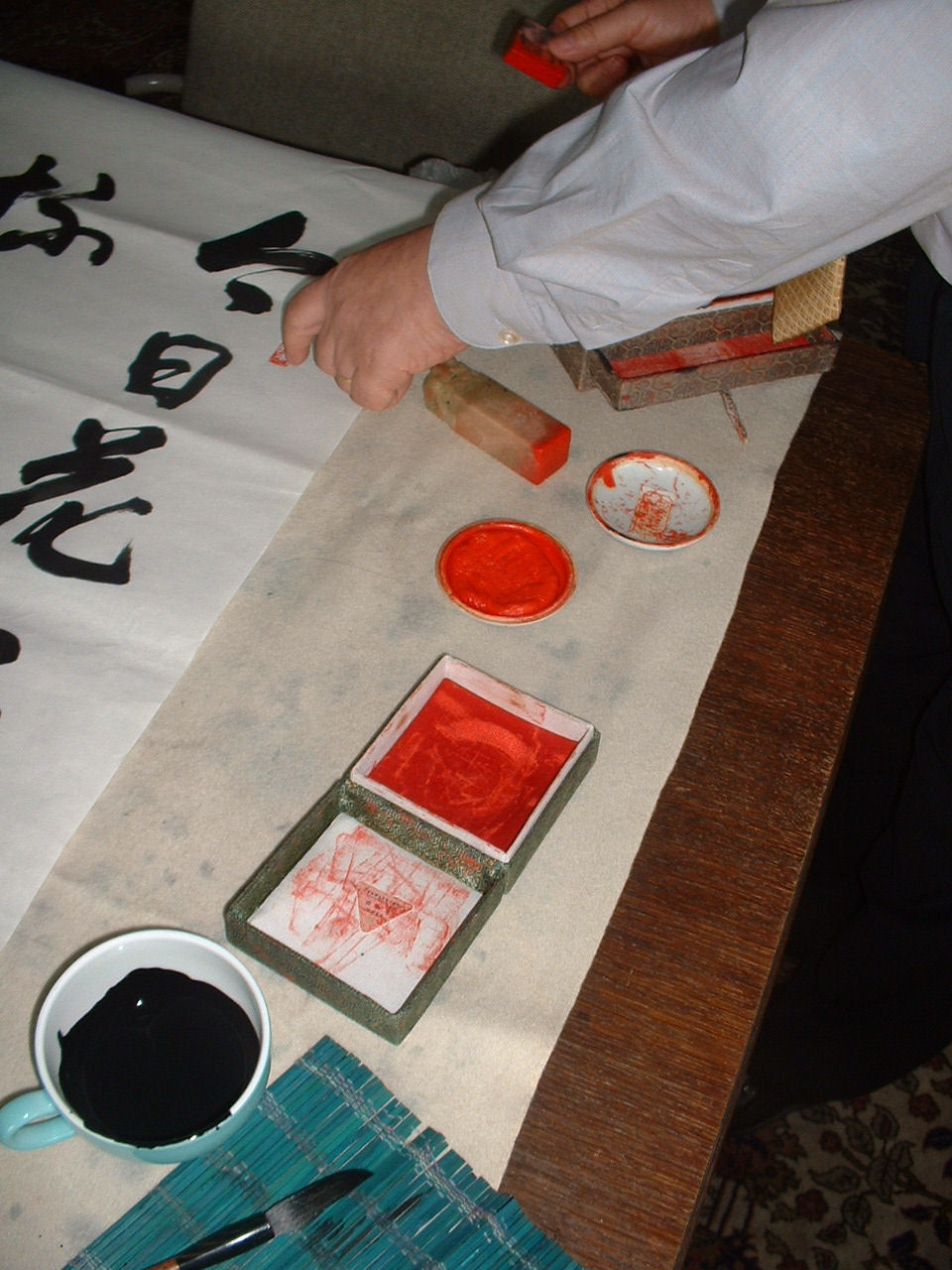
Chinesische Siegel

- Siegel im ostasiatischen Kulturkreis: Die chinesische Bezeichnung für Siegel lautet yín (印) oder túzhāng (图章). Die japanische Bezeichnung für Siegel ist inshō (印章) oder hanko (判子). Die koreanische Bezeichnung für Siegel ist dojang (도장). Diese Siegel werden geschäftlich und privat eingesetzt und sind oft wichtiger als die eigenhändige Unterschrift. In manchen Fällen wird gar nur das Siegel als Beglaubigung akzeptiert.

Spezielle Siegel:
- Fischerring – der päpstliche Siegelring

In weiterem Sinne:
- Elektronisches Siegel – mit kryptischen Verfahren signierte digitale Informationen (Datei)

## Beispiele unterschiedlicher Siegel
Auf dem Siegelbild ist meist, umgeben von einer Umschrift, ein Porträt des Sieglers zu sehen. Das Siegelbild Karls des Großen stellt einen römischen Kaiser dar.

Siegel der Landeshauptstadt München
Siegel der Ludwig-Maximilians-Universität München
Siegel der Universität zu Köln
Siegel des Kaiserin-Friedrich-Gymnasiums
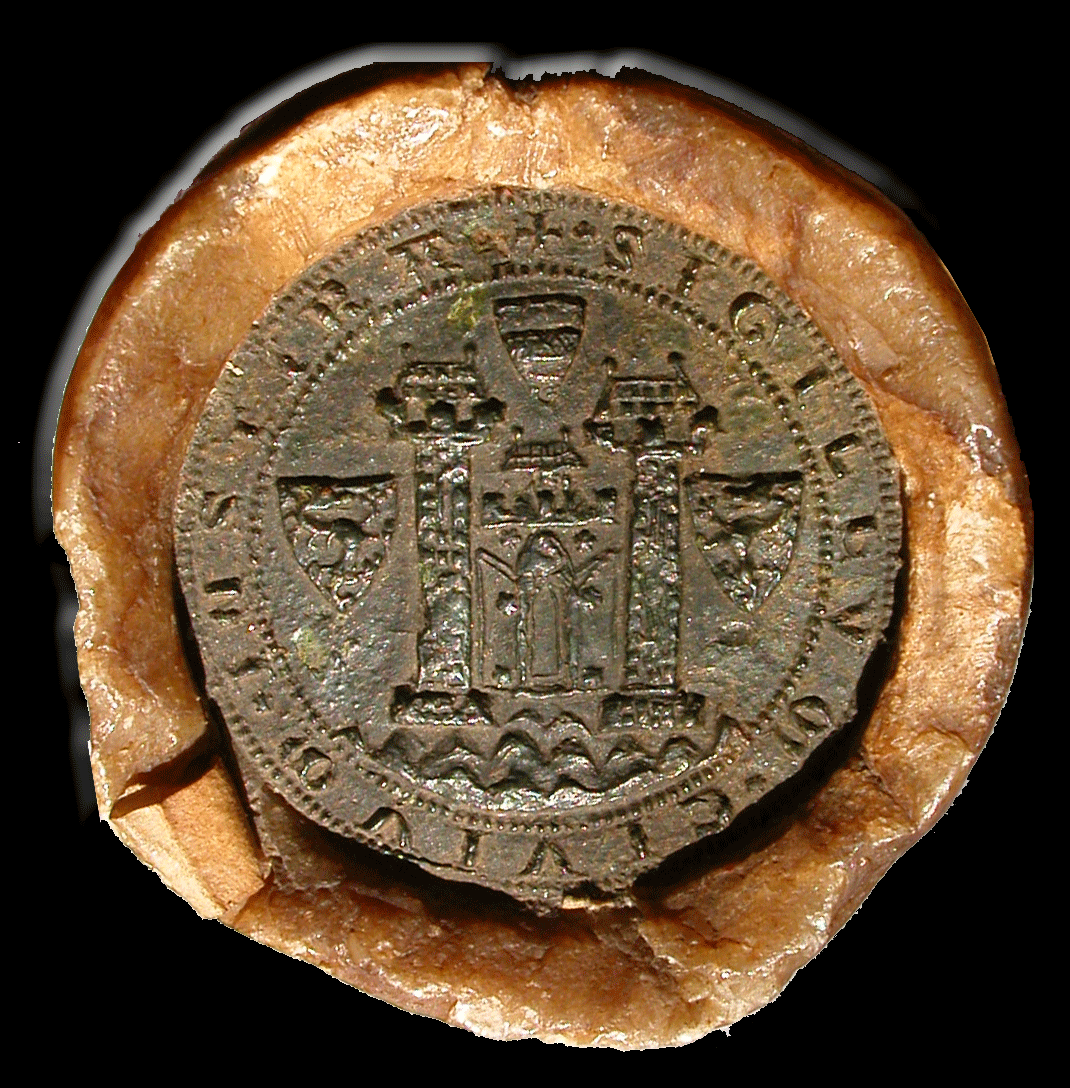
Siegel der Stadt Steyr, 1304
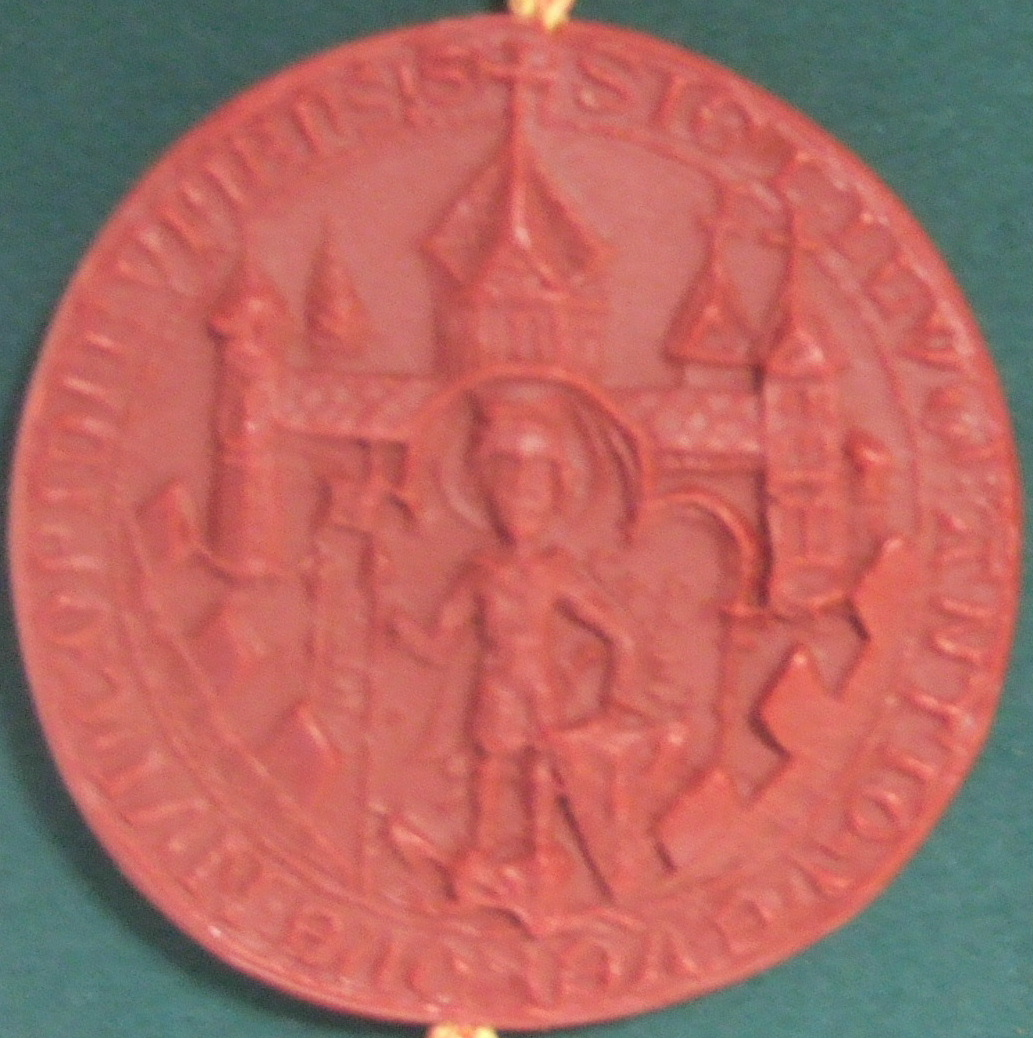
Großes Bonner Stadtsiegel
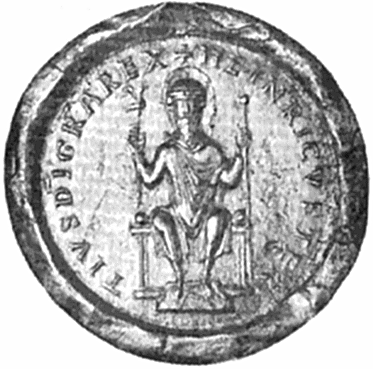
Siegel Kaiser Heinrichs III.
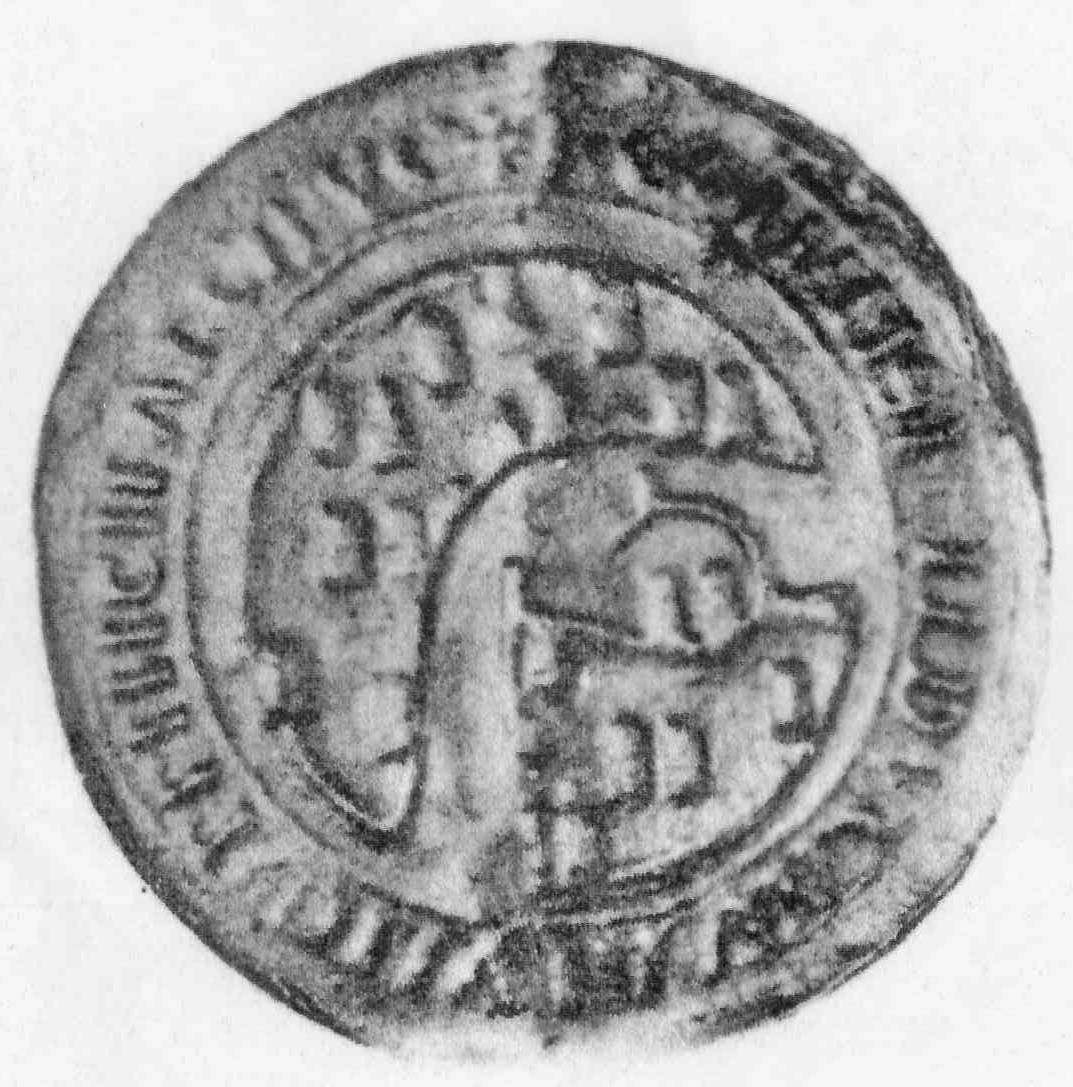
Rückseite einer Bulle Kaiser Friedrichs II. von 1246
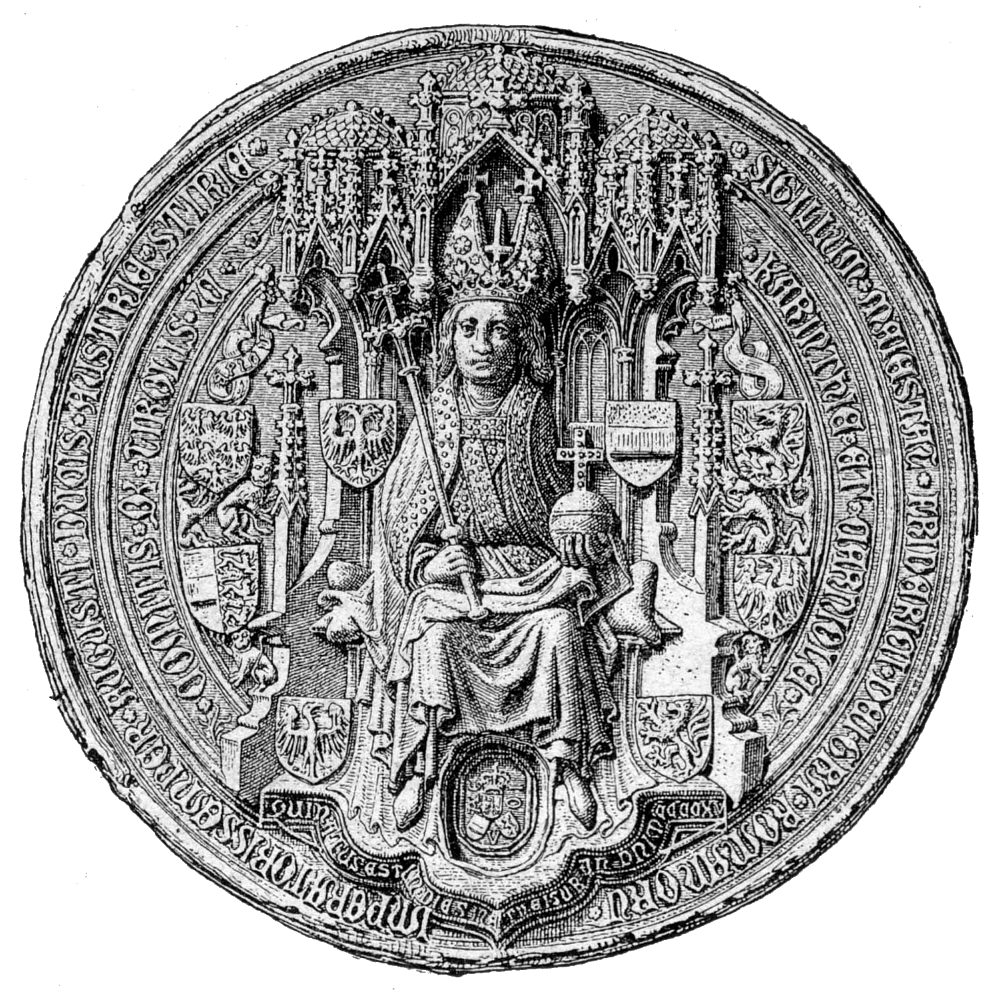
Münzsiegel Kaiser Friedrichs III.
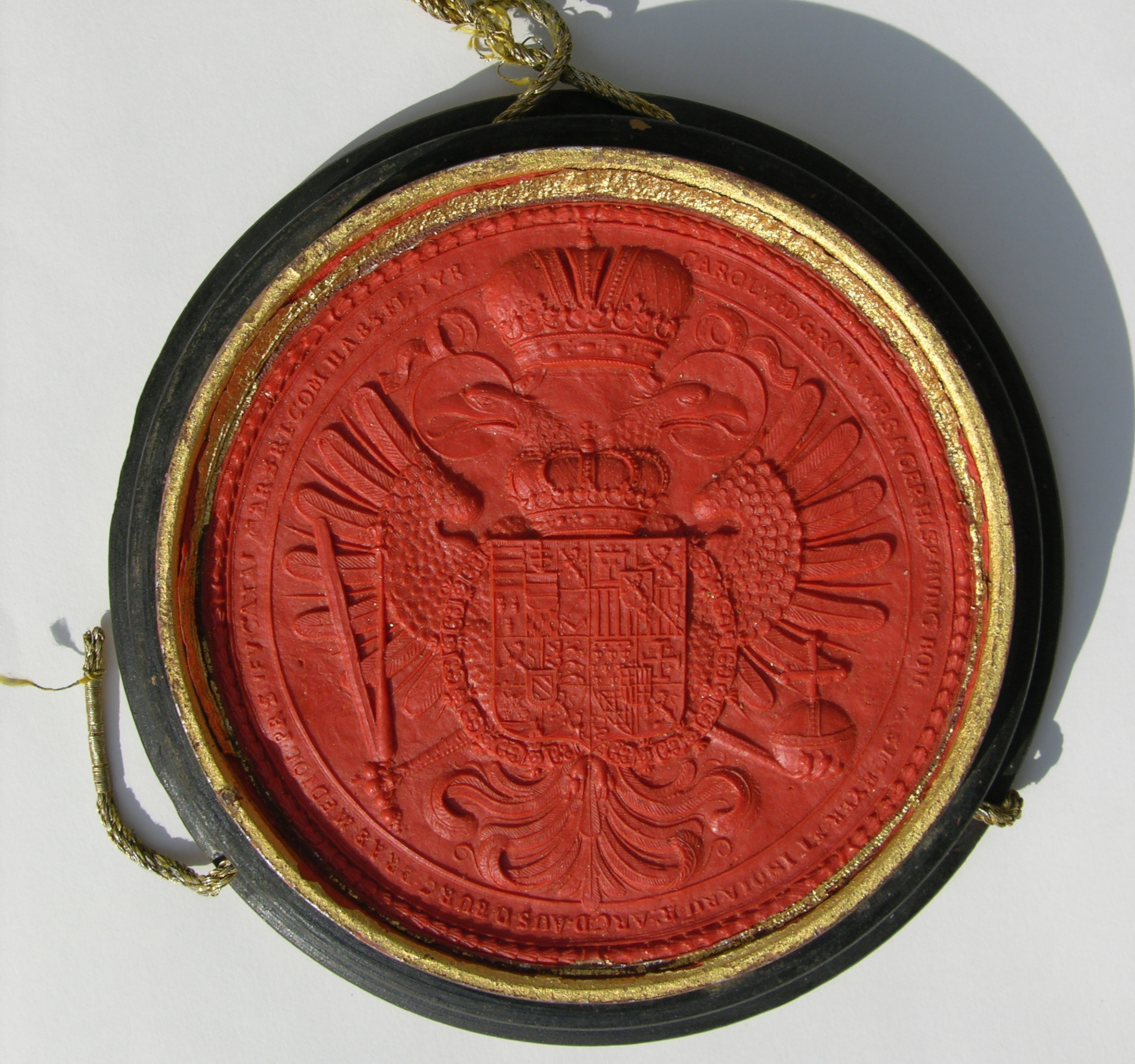
Siegel auf Adelsbrief Kaiser Karls VI.
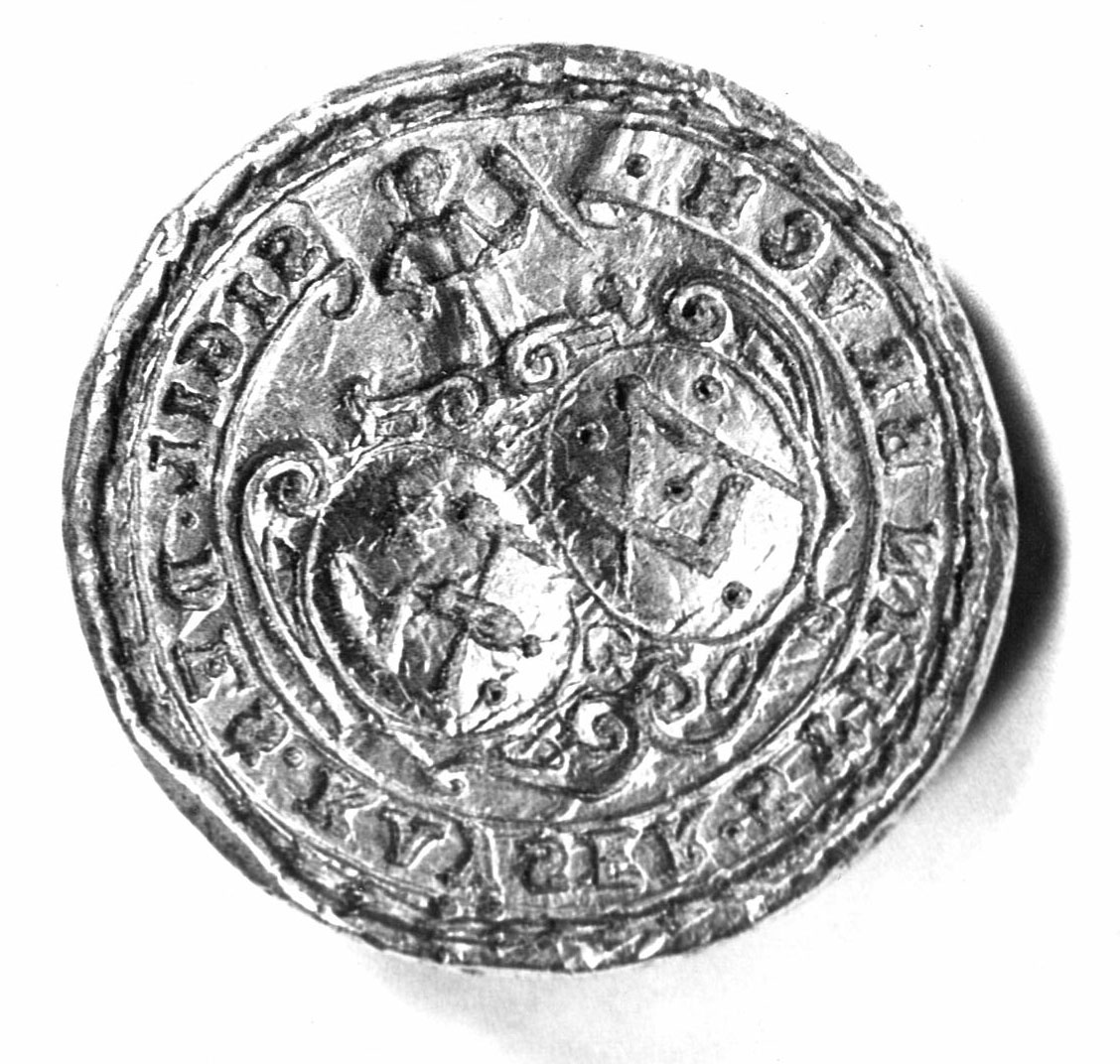
Siegel des Kayser Steinbruch, ab 1617
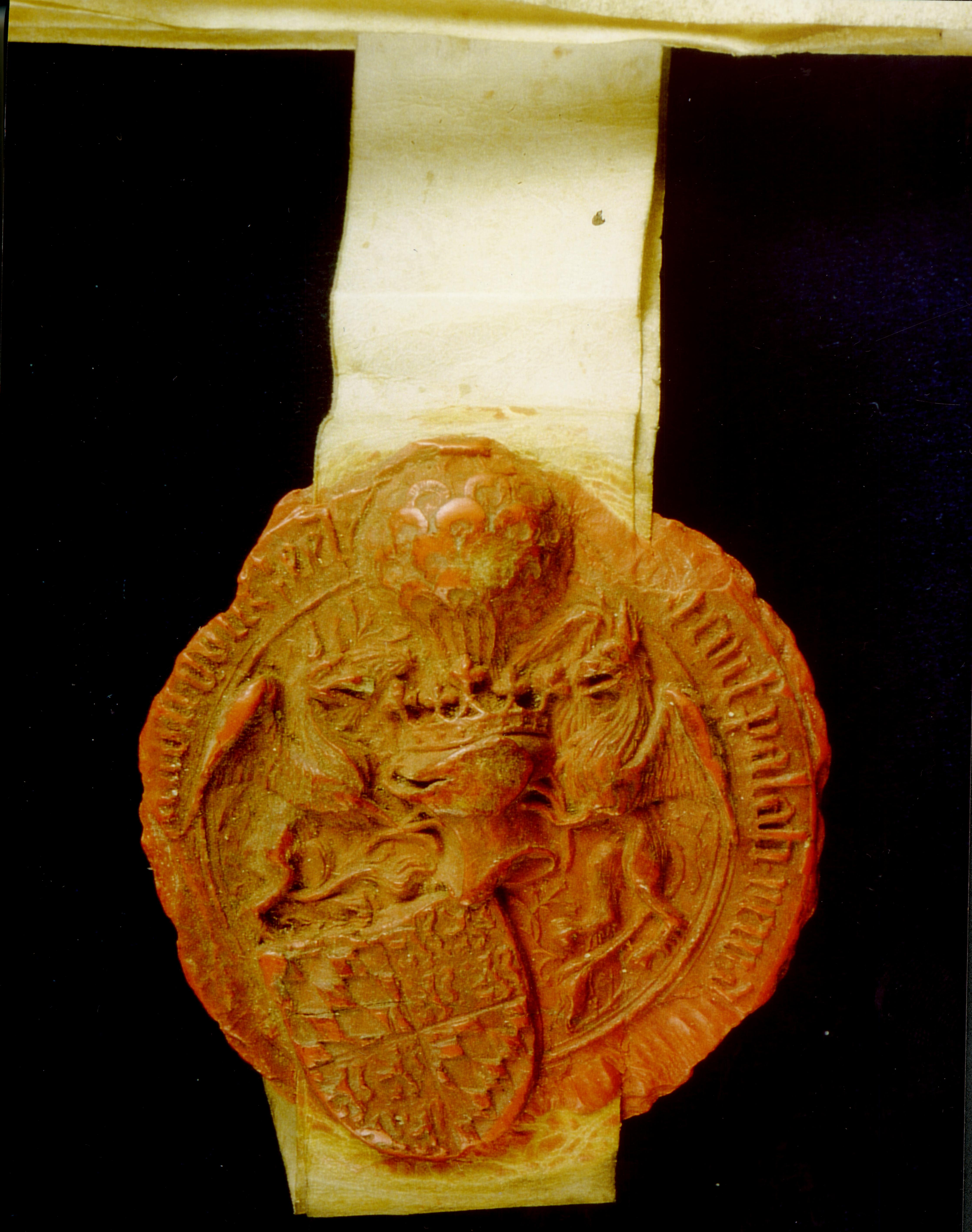
Siegel Johanns III. von Straubing-Holland (1422)
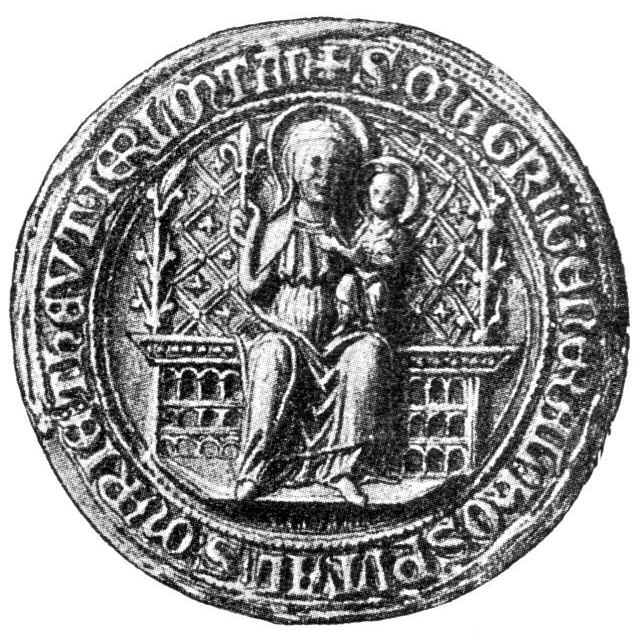
Siegel des Hochmeisters des Deutschen Ordens
Stempelsiegel: Abdruck des Dienstsiegels Nr. 57 der Stadt Marburg
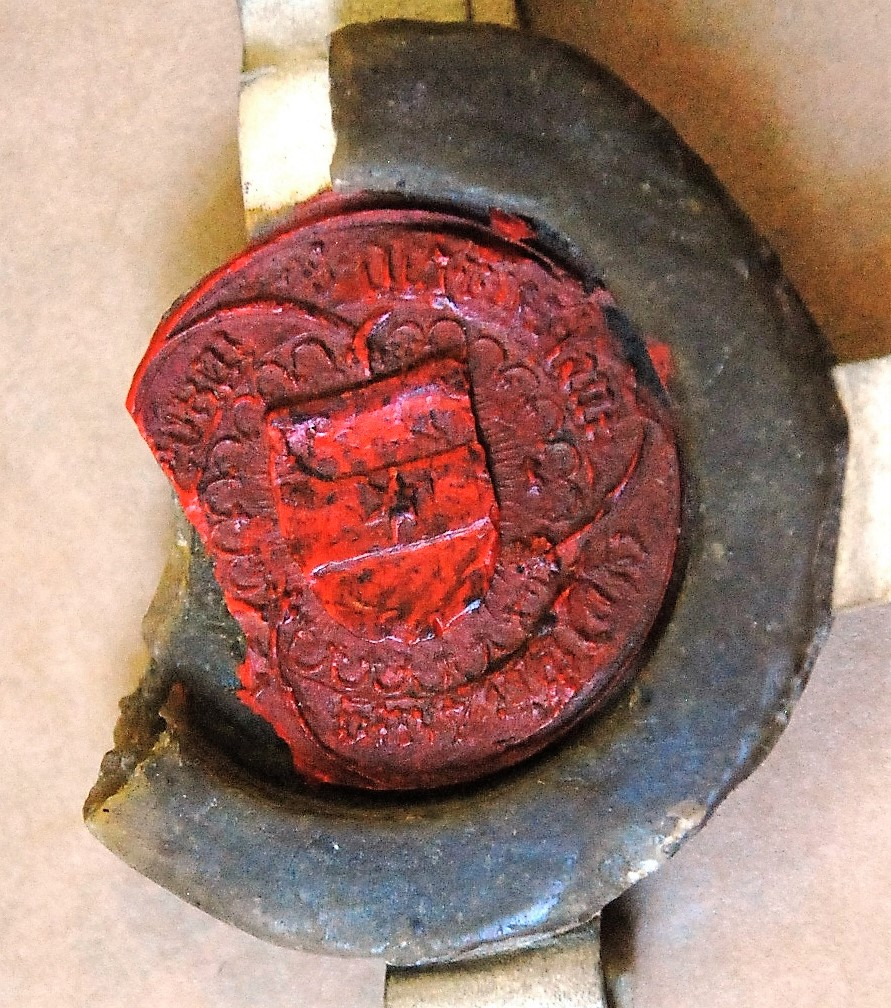
Rotwachssiegel der Stadt Bozen aus dem Jahr 1488
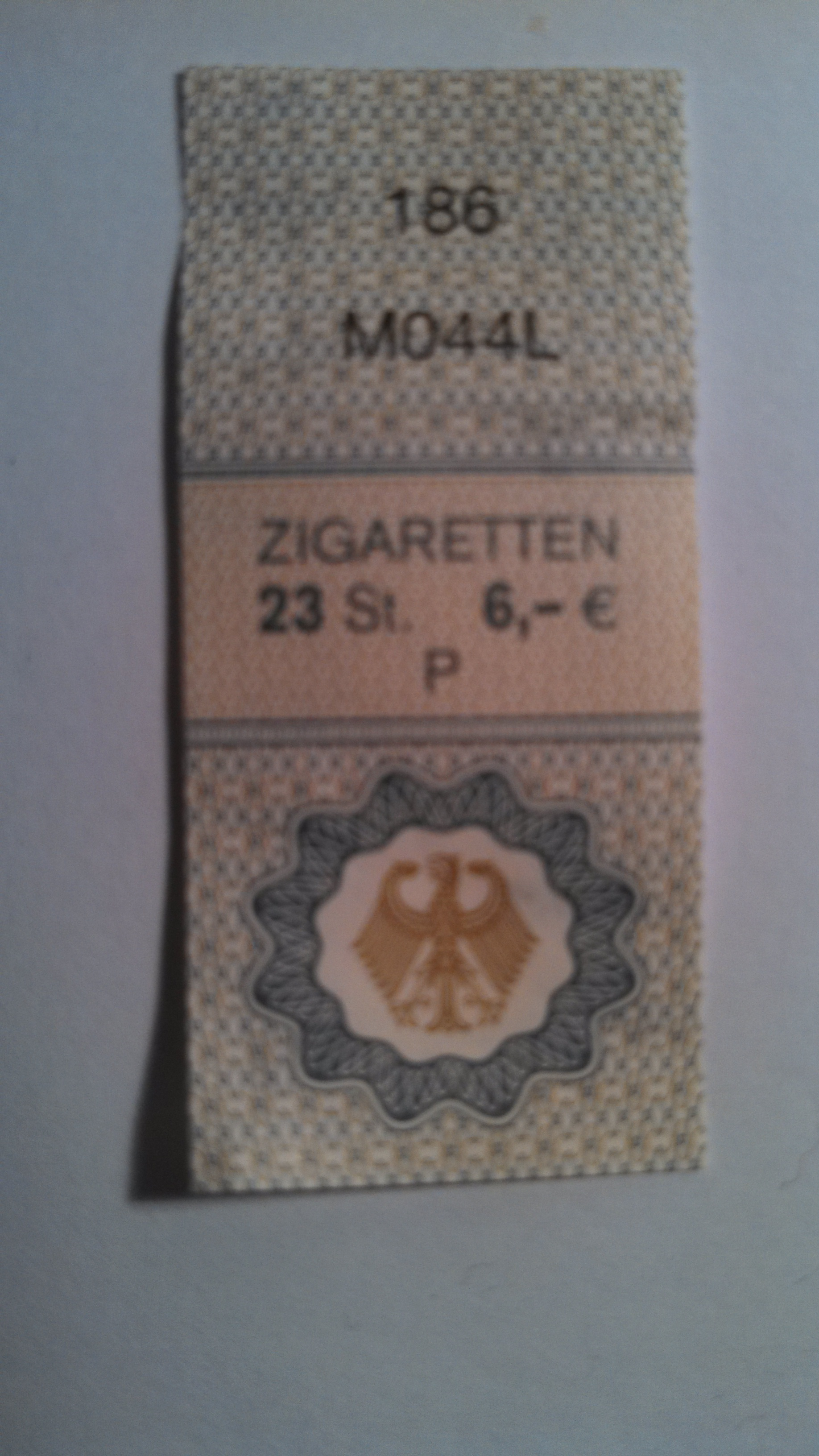
Klebesiegel: Steuerbanderole einer Zigarettenpackung
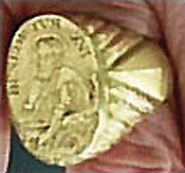
Fischerring von Papst Benedikt XVI.
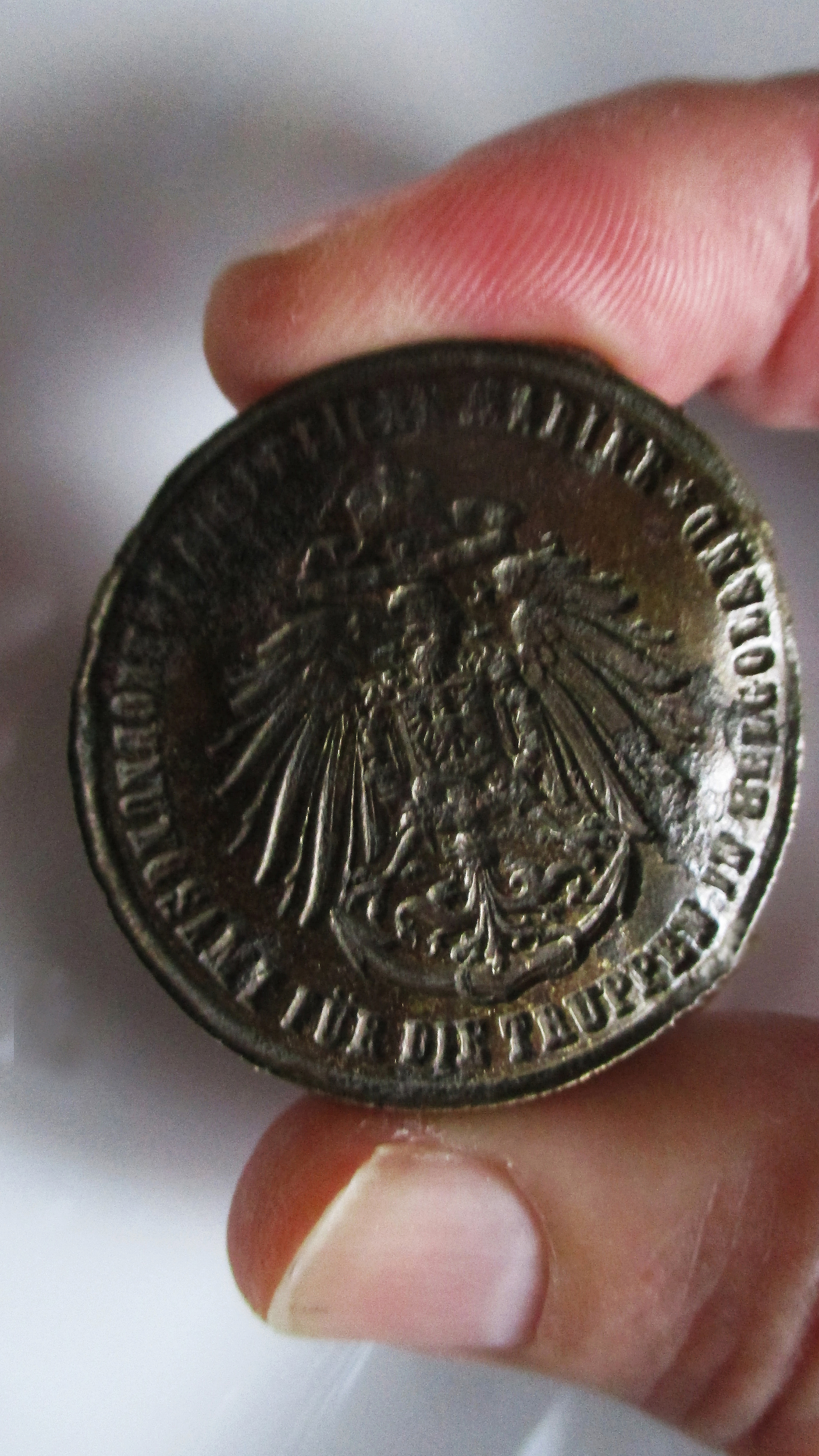
Siegel der Kaiserlichen Marine – Amt für die Truppen in Helgoland
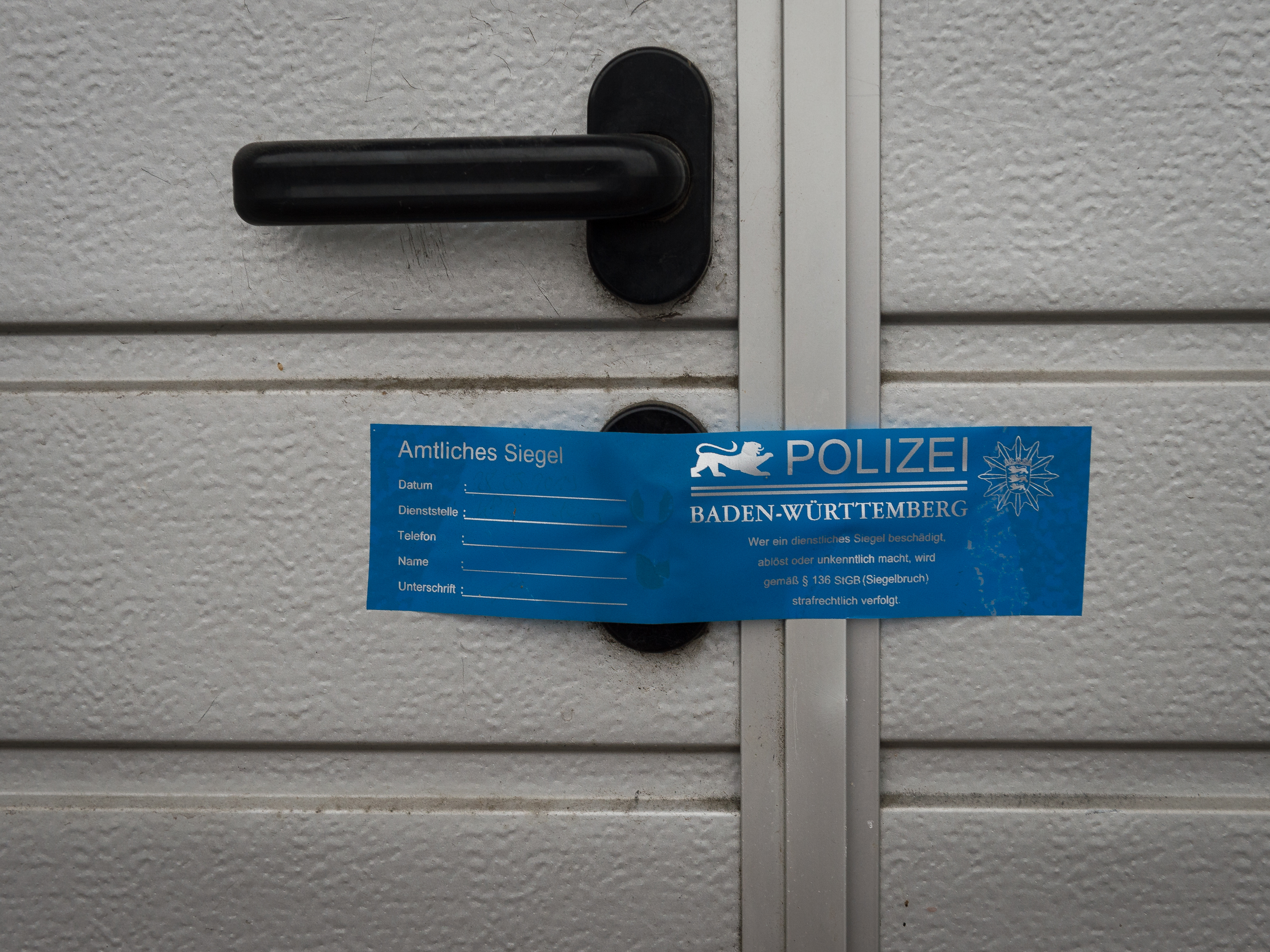
Siegel der Polizei Baden-Württemberg an einem Tatort
Siegel-Wappen von Hamburg – Vollmessingsiegel vermutlich Prototyp aus der Weimarer Republik

## Siegel im privaten/bürgerlichen Bereich
Siegelstempel und Typare für den Gebrauch mit Siegellack (Petschafte, Siegelringe etc.) werden im privaten/bürgerlichen Bereich nur noch von verschiedenen Postdienststellen für den Versand von Wertsendungen (Wertbriefen oder Wertpaketen) zum Verschluss der Sendung gefordert (in Deutschland bis 2010).
Eine Vorschrift für die Gestaltung der Typare besteht meist nicht, wobei Abdrücke von Münzen und Knöpfen regelmäßig unzulässig sind.
Ansonsten dienen Siegel meist nur noch zur stilvollen Ausgestaltung von Ehrenurkunden und privater Korrespondenz.
Ein privates Verschlusssiegel (auch eine Plombe (Siegel) oder Siegelmarke) an einem Behältnis oder an einer „geschuppten“ Urkunde, auch mit Ösen, Faden und Siegel verbundenen Urkunde, lässt erkennen, dass der Aussteller eine Manipulation des Schriftstückes nicht wünscht und es in der vorliegenden Form einmalig geschaffen wurde.

## Rechtliches
Rechtlich ist jedes dienstliche „Siegel“ einzigartig, gegenüber beliebig herstellbaren „Stempeln“ – es verhält sich hier ähnlich wie bei dem Unterschied zwischen Fahne (einzigartig) und Flagge (ersetzbar). Wer es führen darf, ist eigens geregelt. Der Siegelbruch, das unberechtigte Zerstören eines Siegels, das durch eine Behörde, einen Amtsträger oder sonst dienstlich angebracht wurde, ist in Deutschland strafbar (§ 136 Abs. 2 StGB). Ebenso ist es nicht erlaubt einen Stempel zu verwenden, der mit dem Siegel eines Amtsträgers oder einer Behörde verwechselt werden kann. Ein unbrauchbar gewordener Siegelstempel einer Behörde darf nur unter Hinzuziehung eines Zeugen und mit einem entsprechenden Protokoll vernichtet werden. Die Ausmusterung von Siegelstempeln wird in den jeweiligen Amtsblättern veröffentlicht. Zu diesem Zweck haben Siegelstempel eine einzigartige Nummer.